# Championnat du monde des clubs masculin de volley-ball
Le Championnat du monde des clubs de volley-ball  masculin de la Fédération internationale de volley-ball (FIVB) s'adressant aux clubs de volley-ball masculin, a été créé par la Fédération internationale de volley-ball en 1989. Il a eu lieu pour la première fois en Italie.
Il se déroule tous les ans, et regroupe les meilleures équipes de chaque continent (au moins 1 équipe par continent est présente).

## Palmarès par édition
Le tableau suivant retrace pour chaque édition de la compétition le palmarès du tournoi,  la ville hôte, et le nombre de participants.
| N°  | Édition | Ville hôte     | Vainqueur            | Finaliste              | Troisième place      | Participants |
| --- | ------- | -------------- | -------------------- | ---------------------- | -------------------- | ------------ |
| 1re | 1989    | Parme          | Pallavolo Parme      | CSKA Moscou            | CA Pirelli São Paulo | 6            |
| 2e  | 1990    | Milan          | Gonzaga Milan        | Banespa São Paulo      | Pallavolo Parme      | 8            |
| 3e  | 1991    | São Paulo      | Porto Ravenne Volley | Banespa São Paulo      | Gonzaga Milan        | 8            |
| 4e  | 1992    | Trévise        | Gonzaga Milan        | Volley Trévise         | Olympiakos Le Pirée  | 8            |
| 5e  | 2009    | Doha           | Trentino Volley      | Skra Bełchatów         | Zenit Kazan          | 8            |
| 6e  | 2010    | Doha           | Trentino Volley      | Skra Bełchatów         | Paykan Téhéran       | 8            |
| 7e  | 2011    | Doha           | Trentino Volley      | Jastrzębski Węgiel     | Zenit Kazan          | 8            |
| 8e  | 2012    | Doha           | Trentino Volley      | Sada Cruzeiro          | Skra Bełchatów       | 8            |
| 9e  | 2013    | Betim          | Sada Cruzeiro        | Lokomotiv Novossibirsk | Trentino Volley      | 8            |
| 10e | 2014    | Belo Horizonte | Lokomotiv Belgorod   | Al-Rayyan SC           | UPCN San Juan        | 8            |
| 11e | 2015    | Betim          | Sada Cruzeiro        | Zenit Kazan            | UPCN San Juan        | 6            |
| 12e | 2016    | Betim          | Sada Cruzeiro        | Zenit Kazan            | Trentino Volley      | 8            |
| 13e | 2017    | Pologne        | Zenit Kazan          | AS Volley Lube         | Sada Cruzeiro        | 8            |
| 14e | 2018    | Pologne        | Trentino Volley      | AS Volley Lube         | Fakel Novy Ourengoï  | 8            |
| 15e | 2019    | Betim          | AS Volley Lube       | Sada Cruzeiro          | Zenit Kazan          | 4            |
| 16e | 2021    | Betim          | Sada Cruzeiro        | AS Volley Lube         | Trentino Volley      | 6            |
| 17e | 2022    | Betim          | Sir Safety Pérouse   | Trentino Volley        | Sada Cruzeiro        | 6            |
| 18e | 2023    | Bangalore      | Sir Safety Pérouse   | Minas Belo Horizonte   | Suntory Sunbirds     | 6            |
| 19e | 2024    | Uberlândia     | Sada Cruzeiro        | Trentino Volley        | Foolad Sirjan        | 8            |

### Palmarès par club
| Classement | Club                   | Vainqueur | Finaliste | Troisième | Victoires (éditions)         |
| ---------- | ---------------------- | --------- | --------- | --------- | ---------------------------- |
| 1          | Trentino Volley        | 5         | 2         | 3         | 2009, 2010, 2011, 2012, 2018 |
| 1          | Sada Cruzeiro          | 5         | 2         | 2         | 2013, 2015, 2016, 2021, 2024 |
| 3          | Gonzaga Milan          | 2         | 0         | 1         | 1990, 1992                   |
| 4          | Sir Safety Pérouse     | 2         | 0         | 0         | 2022, 2023                   |
| 5          | Zenit Kazan            | 1         | 2         | 3         | 2017                         |
| 6          | AS Volley Lube         | 1         | 3         | 0         | 2019                         |
| 7          | Pallavolo Parme        | 1         | 0         | 1         | 1989                         |
| 8          | Porto Ravenne Volley   | 1         | 0         | 0         | 1991                         |
| 8          | Lokomotiv Belgorod     | 1         | 0         | 0         | 2014                         |
| 10         | Skra Bełchatów         | 0         | 2         | 1         |                              |
| 11         | Banespa São Paulo      | 0         | 2         | 0         |                              |
| 12         | CSKA Moscou            | 0         | 1         | 0         |                              |
| 12         | Volley Trévise         | 0         | 1         | 0         |                              |
| 12         | Jastrzębski Węgiel     | 0         | 1         | 0         |                              |
| 12         | Lokomotiv Novossibirsk | 0         | 1         | 0         |                              |
| 12         | Al-Rayyan SC           | 0         | 1         | 0         |                              |
| 12         | Minas Belo Horizonte   | 0         | 1         | 0         |                              |
| 18         | UPCN San Juan          | 0         | 0         | 2         |                              |
| 19         | Pirelli São Paulo      | 0         | 0         | 1         |                              |
| 19         | Olympiakos Le Pirée    | 0         | 0         | 1         |                              |
| 19         | Paykan Téhéran         | 0         | 0         | 1         |                              |
| 19         | Foolad Sirjan          | 0         | 0         | 1         |                              |
| 19         | Suntory Sunbirds       | 0         | 0         | 1         |                              |
| 19         | Fakel Novy Ourengoï    | 0         | 0         | 1         |                              |

### Palmarès par nation
| Classement | Club      | Vainqueur | Finaliste | Troisième | Total |
| ---------- | --------- | --------- | --------- | --------- | ----- |
| 1          | Italie    | 12        | 6         | 5         | 23    |
| 2          | Brésil    | 5         | 5         | 3         | 13    |
| 3          | Russie    | 2         | 3         | 4         | 9     |
| 4          | Pologne   | 0         | 3         | 1         | 4     |
| 5          | URSS      | 0         | 1         | 0         | 1     |
| 5          | Qatar     | 0         | 1         | 0         | 1     |
| 7          | Argentine | 0         | 0         | 2         | 2     |
| 7          | Iran      | 0         | 0         | 2         | 2     |
| 9          | Grèce     | 0         | 0         | 1         | 1     |
| 9          | Japon     | 0         | 0         | 1         | 1     |
| Total      | Total     | 19        | 19        | 19        | 57    |